# 朱长虹
朱长虹（1970年—），生於安徽省廬江縣，投资人，毕业于庐江中学、中国科學技術大學、芝加哥大学。

## 个人经历
1989年，朱长虹毕业于中国科技大学，获物理学学士学位，同时获中国科技大学学生最高荣誉“郭沫若奖学金”。其后赴美国留学。1994年，获美国芝加哥大学物理学博士学位。
1994年，进入美利坚银行任职，其间曾建立利率及抵押贷款模式，在该银行的利率风险及相对交易价值保护中发挥重要作用。1999年，进入美国比尔·格罗斯领导的世界上最大债券投资公司太平洋投资管理公司（Pimco）任职。2005年，升任该公司董事总经理，后来39岁时正在PIMCO负责230亿美元“绝对回报策略”的对冲基金系列。
2009年底，出任中华人民共和国国家外汇管理局储备管理部门首席投资官。任内，朱长虹减持美国国债，扩大投资美国企业债券、股票、不动产。此后，随着美国经济复苏，中国获得的外汇投资收益较高。2012年下半年，他又大举买入日本股票。随着2013年安倍经济学推行，日本股市暴涨，中国再度获高额回报。